# Heliotroop (geslacht)
Heliotroop (Heliotropium) is een geslacht uit de ruwbladigenfamilie (Boraginaceae). Het geslacht telt 250 tot 300 soorten. Het Oudgriekse ἥλιος, hēlios betekent zon en τρέπειν, trepein betekent draaien. Deze naam verwijst naar de gewoonte van de planten om hun bladeren steeds in de richting van de zon te draaien.
De planten worden 30-80 cm hoog en tot 100 cm breed. Aan de houtachtige stengel dragen de planten tot 8 cm grote, breed-ovaal tot lancetvomige, fijnbehaarde bladen met duidelijk zichtbare nerven.
Het geslacht is wereldwijd in warme regio's aanwezig. De meeste soorten zijn niet winterhard. De algemene voorkeur van planten uit dit geslacht gaat uit naar goed gedraineerde, niet al te humeuze grond met veel zon en niet te veel wind.
Heliotroopsoorten dienen als waardplant voor de rupsen van het heliotroopblauwtje (Chilades trochylus).

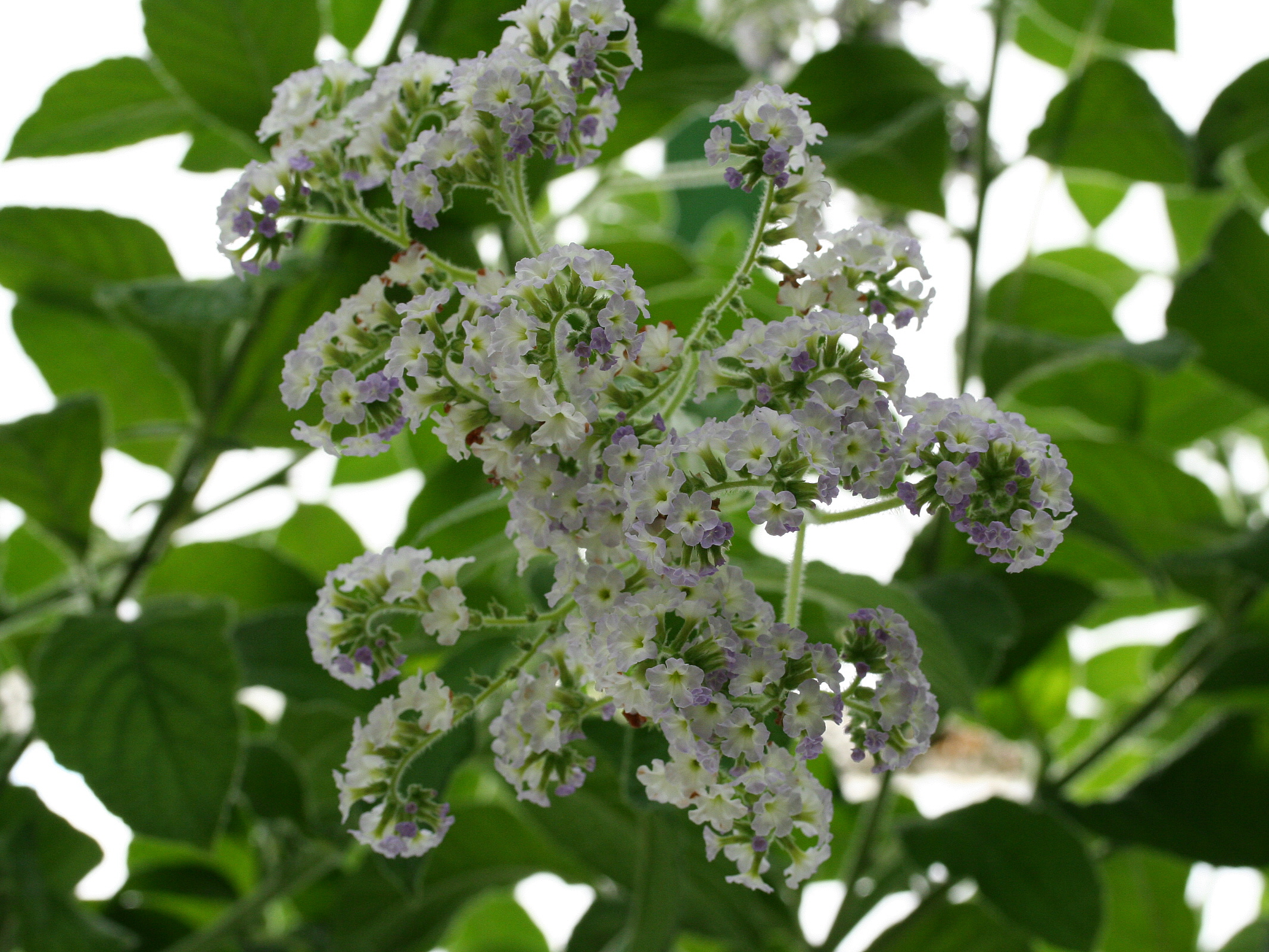
Bloeiende Heliotropium arborescens in de Koninklijke Serres van Laken

## Soorten
- Heliotropium abbreviatum Rusby
- Heliotropium acuminatum (A.DC.) Govaerts
- Heliotropium acutiflorum Kar. & Kir.
- Heliotropium adenogynum I.M.Johnst.
- Heliotropium aegyptiacum Lehm.
- Heliotropium agdense Bunge
- Heliotropium albiflorum Engl.
- Heliotropium albovillosum Riedl
- Heliotropium alii Y.J.Nasir
- Heliotropium ammophilum Craven
- Heliotropium amplexicaule Vahl
- Heliotropium anchusanthum Hiern
- Heliotropium angiospermum Murray
- Heliotropium angustiflorum (Ruiz & Pav.) Govaerts
- Heliotropium anomalum Hook. & Arn.
- Heliotropium antiatlanticum Emb.
- Heliotropium antioquianum J.I.M.Melo
- Heliotropium arbainense Fresen.
- Heliotropium arborescens L.
- Heliotropium arboreum (Blanco) Mabb.
- Heliotropium argenteum Willd. ex Lehm.
- Heliotropium arguzioides Kar. & Kir.
- Heliotropium asperrimum R.Br.
- Heliotropium astrotrichum (A.DC.) Govaerts
- Heliotropium aucheri DC.
- Heliotropium auro-argenteum (Killip) Govaerts
- Heliotropium azzanum O.Schwartz
- Heliotropium bacciferum Forssk.
- Heliotropium balfourii Gürke
- Heliotropium baluchistanicum Kazmi
- Heliotropium benadirense Chiov.
- Heliotropium biannulatiforme Popov
- Heliotropium biannulatum Bunge
- Heliotropium biblianum Craven
- Heliotropium bogdanii Czukav.
- Heliotropium borasdjunense Rech.f.
- Heliotropium bovei Boiss.
- Heliotropium brevilimbe Boiss.
- Heliotropium brevilobatum (K.Krause) J.I.M.Melo
- Heliotropium bucharicum B.Fedtsch.
- Heliotropium buruense Craven
- Heliotropium cabulicum Bunge
- Heliotropium calcareum Stocks
- Heliotropium caribaeum (Griseb.) Feuillet
- Heliotropium chaudharyanum Al-Turki, Omer & Ghafoor
- Heliotropium chenopodiaceum (DC.) Clos
- Heliotropium chorassanicum Bunge
- Heliotropium ciliatum D.Kaplan
- Heliotropium circinatum Griseb.
- Heliotropium confertiflorum Boiss. & Noë
- Heliotropium congestum Baker
- Heliotropium coriaceum Lehm.
- Heliotropium crassifolium Boiss.
- Heliotropium crispatum F.Muell. ex Benth.
- Heliotropium crispum Desf.
- Heliotropium curassavicum L.
- Heliotropium cuspidatum (Kunth) Feuillet
- Heliotropium dasycarpum Ledeb.
- Heliotropium dentatum Balf.f.
- Heliotropium denticulatum Boiss. & Hausskn.
- Heliotropium derafontense Vierh.
- Heliotropium dicricophorum Rech.f. & Riedl
- Heliotropium digynum (Forssk.) Asch. ex C.Chr.
- Heliotropium disciforme Akhani
- Heliotropium dissitiflorum Boiss.
- Heliotropium distantiflorum Hassl. ex I.M.Johnst.
- Heliotropium dolosum De Not.
- Heliotropium earlei (Britton) Greuter, P.A.González & R.Rankin
- Heliotropium ellipticum Ledeb.
- Heliotropium elongatum (Lehm.) Gürke
- Heliotropium eremobium Bunge
- Heliotropium eremogenum I.M.Johnst.
- Heliotropium erianthum I.M.Johnst.
- Heliotropium eritrichioides Kotschy
- Heliotropium esfahanicum Khat.
- Heliotropium esfandiarii Akhani & Riedl
- Heliotropium europaeum L.
- Heliotropium fedtschenkoanum Popov
- Heliotropium ferrugineogriseum Nábělek
- Heliotropium filiflorum (Griseb.) Feuillet
- Heliotropium filifolium (Miers) I.M.Johnst.
- Heliotropium floridum Clos
- Heliotropium foetidissimum (L.) Feuillet
- Heliotropium formosanum I.M.Johnst.
- Heliotropium fragillimum Rech.f.
- Heliotropium fuliginosum (Kunth) J.I.M.Melo
- Heliotropium gaubae Riedl
- Heliotropium geissei F.Phil. ex Phil.
- Heliotropium genovefae I.M.Johnst.
- Heliotropium gibberosum (Urb.) Feuillet
- Heliotropium giessii Friedr.-Holzh.
- Heliotropium gigantifolium (Killip ex J.S.Mill.) J.I.M.Melo
- Heliotropium gillianum (Riedl) Kazmi
- Heliotropium glabriusculum A.Gray
- Heliotropium glabrum (L.) Feuillet
- Heliotropium glutinosum Phil.
- Heliotropium gossypii Ponert
- Heliotropium gracilipes (I.M.Johnst.) J.I.M.Melo
- Heliotropium gracillimum Bunge
- Heliotropium grande Popov
- Heliotropium greuteri Riedl
- Heliotropium griffithii Boiss.
- Heliotropium gypsaceum Rech.f. & Riedl
- Heliotropium halacsyi Riedl
- Heliotropium halame Boiss. & Buhse
- Heliotropium harareense E.S.Martins
- Heliotropium hartwegianum (Steud.) Halse & Feuillet
- Heliotropium haussknechtii Bunge
- Heliotropium hirsutissimum Weber
- Heliotropium hookeri (C.B.Clarke) Rueangs. & Chantar.
- Heliotropium incanum Ruiz & Pav.
- Heliotropium inconspicuum Reiche
- Heliotropium indicum L.
- Heliotropium intonsum (Kerr) Rueangs. & Chantar.
- Heliotropium jaffiuelii I.M.Johnst.
- Heliotropium jizanense Al-Turki, Omer & Ghafoor
- Heliotropium johnstonii Ragonese
- Heliotropium kaserunense Bornm.
- Heliotropium kavirense Riedl
- Heliotropium keralense Sivar. & Manilal
- Heliotropium khayyamii Akhani
- Heliotropium krauseanum Fedde
- Heliotropium kumense Bunge
- Heliotropium kuriense Vierh.
- Heliotropium kurtzii Gangui
- Heliotropium laevigatum (Lam.) Feuillet
- Heliotropium lamarckii Feuillet
- Heliotropium lamondiae Kazmi
- Heliotropium lanceolatum Ruiz & Pav.
- Heliotropium laricum Bornm.
- Heliotropium lasianthum Riedl
- Heliotropium lasiocarpum Fisch. & C.A.Mey.
- Heliotropium leiocarpum Morong
- Heliotropium lilloi (I.M.Johnst.) Luebert
- Heliotropium linariifolium Phil.
- Heliotropium lineare (DC.) Gürke
- Heliotropium lippioides K.Krause
- Heliotropium litvinovii Popov
- Heliotropium longicalyx Rech.f.
- Heliotropium longiflorum (A.DC.) Jaub. & Spach
- Heliotropium longistylum Phil.
- Heliotropium luteoviride Rech.f. & Riedl
- Heliotropium luzonicum (I.M.Johnst.) Craven
- Heliotropium macrodon (Fresen.) Gürke
- Heliotropium macrolimbe Riedl
- Heliotropium macrostachyum (DC.) Hemsl.
- Heliotropium magistri Raenko
- Heliotropium makranicum Rech.f. & Esfand.
- Heliotropium mamanense Bunge
- Heliotropium mandonii I.M.Johnst.
- Heliotropium maranjonense Luebert & Weigend
- Heliotropium maris-mortui Zohary
- Heliotropium megalanthum I.M.Johnst.
- Heliotropium melanochaeta (A.DC.) Feuillet
- Heliotropium mesinanum Bunge
- Heliotropium messerschmidioides Kuntze
- Heliotropium micranthos (Pall.) Bunge
- Heliotropium microspermum E.J.Thomps.
- Heliotropium microstachyum Ruiz & Pav.
- Heliotropium minutiflorum Bunge
- Heliotropium molle (Torr.) I.M.Johnst.
- Heliotropium montanum (Lour.) Rueangs. & Chantar.
- Heliotropium muelleri (I.M.Johnst.) Craven
- Heliotropium murinum Craven
- Heliotropium myosotifolium (DC.) Reiche
- Heliotropium myosotoides Banks & Sol.
- Heliotropium nicotianifolium Poir.
- Heliotropium nodulosum Rech.f., Aellen & Esfand.
- Heliotropium noeanum Boiss.
- Heliotropium olgae Bunge
- Heliotropium oliganthum Rech.f., Aellen & Esfand.
- Heliotropium oliverianum Schinz
- Heliotropium ophioglossum Stocks ex Boiss.
- Heliotropium ovatum (Wall. ex G.Don) Rueangs. & Chantar.
- Heliotropium oxapampanum Luebert & Weigend
- Heliotropium pamparomasense Luebert & Weigend
- Heliotropium pannifolium Burch. ex Hemsl.
- Heliotropium paronychioides DC.
- Heliotropium parvulum Popov
- Heliotropium patagonicum (Speg.) I.M.Johnst.
- Heliotropium paulayanum Vierh.
- Heliotropium petiolare (A.DC.) Govaerts
- Heliotropium philippianum I.M.Johnst.
- Heliotropium phylicoides Cham.
- Heliotropium pileiforme Czukav.
- Heliotropium pinnatisectum Pérez-Mor.
- Heliotropium pleiopterum F.Muell.
- Heliotropium popovii Riedl
- Heliotropium pseudoindicum H.Chuang
- Heliotropium pterocarpum (DC.) Hochst. & Steud. ex Bunge
- Heliotropium pueblense Standl.
- Heliotropium pycnophyllum Phil.
- Heliotropium ramosissimum (Lehm.) Sieber ex DC.
- Heliotropium rechingeri Riedl
- Heliotropium remotiflorum Rech.f. & Riedl
- Heliotropium riebeckii Schweinf. & Vierh.
- Heliotropium riedlii Craven
- Heliotropium roigii (Britton) Feuillet
- Heliotropium rollotii (Killip) J.I.M.Melo
- Heliotropium romeroi (I.M.Johnst.) J.I.M.Melo
- Heliotropium rotundifolium Sieber ex Lehm.
- Heliotropium rudbaricum (Bornm.) Riedl
- Heliotropium rufipilum (Benth.) I.M.Johnst.
- Heliotropium ruhanyi Riedl & Esfand.
- Heliotropium ruiz-lealii I.M.Johnst.
- Heliotropium rusbyi Govaerts
- Heliotropium samoliflorum Bunge
- Heliotropium saonae Alain
- Heliotropium sarmentosum (Lam.) Craven
- Heliotropium scabridum (Kunth) J.I.M.Melo
- Heliotropium schahpurense Bornm.
- Heliotropium schreiteri I.M.Johnst.
- Heliotropium schweinfurthii Boiss.
- Heliotropium scotteae Rendle
- Heliotropium seravschanicum Popov
- Heliotropium serpentinicum Rech.f.
- Heliotropium shirazicum Mozaff. ex Negaresh
- Heliotropium shoabense Vierh.
- Heliotropium sibiricum (L.) J.I.M.Melo
- Heliotropium simile Vatke
- Heliotropium sinuatum (Miers) I.M.Johnst.
- Heliotropium smaragdinum (Proctor) Feuillet
- Heliotropium sogdianum Bunge
- Heliotropium sokotranum Vierh.
- Heliotropium stamineum (Griseb.) Feuillet
- Heliotropium stapfianum J.I.M.Melo
- Heliotropium stenophyllum Hook. & Arn.
- Heliotropium steudneri Vatke
- Heliotropium stevenianum Andrz.
- Heliotropium styligerum Trautv.
- Heliotropium suaveolens M.Bieb.
- Heliotropium submolle Klotzsch
- Heliotropium subspinosum Thulin & A.G.Mill.
- Heliotropium sudanicum F.W.Andrews
- Heliotropium sultanense Bunge
- Heliotropium supinum L.
- Heliotropium szovitsii (Steven) Stschegl.
- Heliotropium taftanicum Rech.f., Aellen & Esfand.
- Heliotropium taltalense (Phil.) I.M.Johnst.
- Heliotropium thermophilum Kit Tan, A.Çelik & Gemici
- Heliotropium tiaridioides Cham.
- Heliotropium transalpinum Vell.
- Heliotropium trichostomum Bunge
- Heliotropium tubulosum E.Mey. ex DC.
- Heliotropium tzvelevii T.N.Popova
- Heliotropium ulei (Vaupel) Feuillet
- Heliotropium ulophyllum Rech.f. & Riedl
- Heliotropium velutinum (Sm.) Govaerts
- Heliotropium verdcourtii Craven
- Heliotropium veronicifolium Griseb.
- Heliotropium viridiflorum Lehm.
- Heliotropium wagneri Vierh.
- Heliotropium wissmannii O.Schwartz
- Heliotropium zeylanicum (Burm.f.) Lam.
- Heliotropium ziegleri Akhani